# Gyro Drop
Gyro Drop (engl. gyro: Kreisel; drop: Fall, Fallenlassen) bezeichnet ein Fahrgeschäftsmodell der Kategorie Freifallturm. Der hohe, vertikale Turm wird an einer Stelle von einer koaxial-kreisringförmigen Gondel umgeben. Sie kann gehoben oder abgesenkt werden, frei fallen und zwangsgebremst werden. Außerdem kann sie um die Turmachse rotieren. Das Modell wird von verschiedenen Herstellern gebaut, und zwar in unterschiedlichen Höhen und mit unterschiedlichen Sitzpositionen. Neben der klassischen Sitzposition gibt es auch noch Varianten mit bodenloser und kippender Position.

## Funktion
Nachdem die Fahrgäste Platz genommen haben und die Schulterbügel geschlossen sind, wird die Gondel, die den Turm umschließt, mit einem Seilzug in die Höhe gezogen. Dabei rotiert sie langsam um den Turm herum. Oben angekommen, wird die Gondel ausgeklinkt und fällt nun den Turm hinab. Je nach Höhe des Turms befinden sich vom Boden an bis in eine gewisse Höhe Wirbelstrombremsen. An der Gondel befindet sich das Gegenstück zu dieser Bremse. Sobald die Gondel an dieser vorbeigleitet, wird sie abgebremst.

## Bekannte Attraktionen in Freizeitparks (Auswahl)
| Name          | Betreiber              | Land               | Hersteller | Gesamthöhe | Fallhöhe | Eröffnung |
| ------------- | ---------------------- | ------------------ | ---------- | ---------- | -------- | --------- |
| Acrophobia    | Six Flags Over Georgia | Vereinigte Staaten | Intamin    | 61 m       | 49 m     | 2001      |
| AtmosFear     | Liseberg               | Schweden           | Intamin    | 116 m      | 100 m    | 2011      |
| Drop Tower    | Kings Dominion         | Vereinigte Staaten | Intamin    | 93 m       | 83 m     | 2003      |
| Scream        | Heide Park Resort      | Deutschland        | Intamin    | 103 m      | 71 m     | 2003      |
| Scream Zone   | Kings Island           | Vereinigte Staaten | Intamin    | 91 m       | 82 m     | 1997      |
| The High Fall | Movie Park Germany     | Deutschland        | Intamin    | 67 m       | 60 m     | 2002      |
| Highlander    | Hansa-Park             | Deutschland        | Funtime    | 120 m      | 103 m    | 2019      |
| Voltrum       | Bayern-Park            | Deutschland        | Funtime    | 109 m      | 93 m     | 2020      |

## Bekannte mobile Anlagen (Auswahl)
| Name                 | Betreiber                     | Land                   | Hersteller | Gesamthöhe | Fallhöhe | Baujahr | Bemerkungen                                |
| -------------------- | ----------------------------- | ---------------------- | ---------- | ---------- | -------- | ------- | ------------------------------------------ |
| Freefall Extreme     | Mellors Group                 | Vereinigtes Königreich | Funtime    | 85 m       | 72 m     | 2021    | ehemals Gebr. Boos (Magdeburg)             |
| Fortresstower        | Alexander Goetzke (München)   | Deutschland            | Funtime    | 80 m       | 72 m     | 2020    |                                            |
| Hangover – The Tower | Schneider & Co. OHG (München) | Deutschland            | Funtime    | 85 m       | 72 m     | 2015    |                                            |
| Sky Fall             | Michael Goetzke (München)     | Deutschland            | Funtime    | 80 m       | 72 m     | 2013    | seit 2016 mit drehbarer Gondel ausgerüstet |